# (200264) 1999 XG48
(200264) 1999 XG48 es un asteroide perteneciente al cinturón de asteroides, descubierto el 7 de diciembre de 1999 por el equipo del Lincoln Near-Earth Asteroid Research desde el Laboratorio Lincoln, Socorro, Nuevo México, Estados Unidos.

## Designación y nombre
Designado provisionalmente como 1999 XG48.

## Características orbitales
1999 XG48 está situado a una distancia media del Sol de 2,748 ua, pudiendo alejarse hasta 3,256 ua y acercarse hasta 2,241 ua. Su excentricidad es 0,184 y la inclinación orbital 2,694 grados. Emplea 1664,61 días en completar una órbita alrededor del Sol.

## Características físicas
La magnitud absoluta de 1999 XG48 es 16,4.